# Thanh Bình, Bù Đốp
Thanh Bình là thị trấn huyện lỵ của huyện Bù Đốp, tỉnh Bình Phước, Việt Nam.
Thị trấn Thanh Bình có diện tích 16,08 km², dân số năm 2018 là 8.466 người, mật độ dân số đạt 527 người/km².